# Gorenja vas-Poljane
Gorenja vas-Poljane (Duits: Baiersdorf-Pölland) is een gemeente in Slovenië in de regio Gorenjska. De gemeente bestaat uit vele woonkernen, waarvan Poljane en Gorenja vas de grootste zijn. Gemeentezetel is Gorenja vas. Tussen 1981 en 1990 werd in de gemeente uranium gewonnen.

## Plaatsen in de gemeente
Bačne, Brebovnica, Bukov Vrh, Čabrače, Četena Ravan, Debeni, Delnice, Dobje, Dobravšce, Dolenčice, Dolenja Dobrava, Dolenja Ravan, Dolenja Žetina, Dolenje Brdo, Dolge Njive, Fužine, Goli Vrh, Gorenja Dobrava, Gorenja Ravan, Gorenja vas, Gorenja Žetina, Gorenje Brdo, Hlavče Njive, Hobovše pri Stari Oselici, Hotavlje, Hotovlja, Jarčje Brdo, Javorje, Javorjev Dol, Jazbine, Jelovica, Kladje, Kopačnica, Kremenik, Krivo Brdo, Krnice pri Novakih, Lajše, Laniše, Laze, Leskovica, Lom nad Volčo, Lovsko Brdo, Lučine, Malenski Vrh, Mlaka nad Lušo, Murave, Nova Oselica, Podgora, Podjelovo Brdo, Podobeno, Podvrh, Poljane nad Škofjo Loko, Predmost, Prelesje, Robidnica, Smoldno, Sovodenj, Srednja vas - Poljane, Srednje Brdo, Stara Oselica, Studor, Suša, Todraž, Trebija, Vinharje, Volaka, Volča, Zadobje, Zakobiljek, Zapreval, Žabja vas, Žirovski Vrh Sv. Antona, Žirovski Vrh Sv. Urbana

## In Gorenja vas-Poljane geboren
- Anton Ažbe (Dolenčice, 1862-1905), kunstschilder
- Ivan Regen (Lajše nad Gorenjo vasjo, 1868-1947), natuurkundige en bioloog
- Janez Šubič (Poljane, 1850-1889), kunstschilder
- Jurij Šubič (Poljane, 1855-1890), kunstschilder
- Ivan Tavčar (Poljane, 1851-1923), schrijver

Bled · Bohinj · Cerklje na Gorenjskem · Gorenja vas-Poljane · Jesenice · Jezersko · Kranj · Kranjska Gora · Naklo · Preddvor · Radovljica · Šenčur · Škofja Loka · Tržič · Železniki · Žiri · Žirovnica